# Video Support

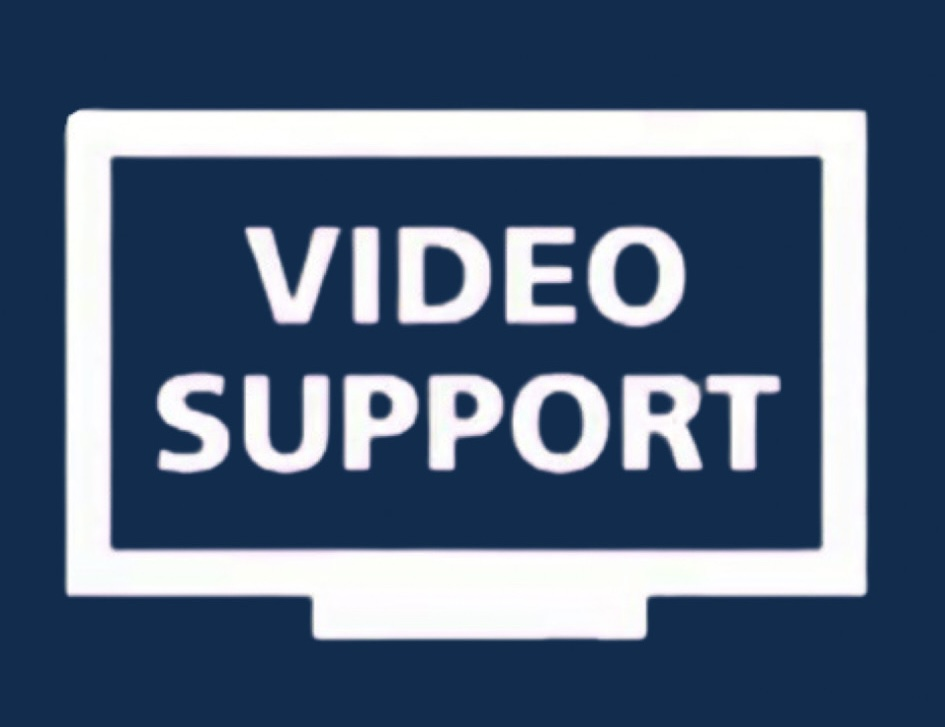
Symbol des VS, das während des Überprüfungsprozesses auf den Bildschirmen erscheint

Mit dem Video Support (VS, deutsch Video-Unterstützung) sollen im Fußball Schiedsrichter-Fehlentscheidungen revidiert werden, indem umstrittene Szenen auf Antrag der beteiligten Trainer nachträglich auf Video betrachtet werden. Der erste Einsatz bei einem offiziellen FIFA-Turnier erfolgte bei der Futsal-Weltmeisterschaft in Litauen im Jahr 2021.

## Spielsituationen
Es gibt vier Arten von Urteilen, die überprüft werden:
- Tore
- Strafstoß-Urteile
- Rote-Karten-Urteile
- falsche Identität (Verwechslung von Spielern)

## Ablauf
Im Gegensatz zum Video-Assistenten (VAR) werden die Schiedsrichter nicht durch einen Video-Schiedsrichterassistenten unterstützt, der jede Spielsituation an einem Fernsehbildschirm verfolgt. Beim Video Support greifen die Schiedsrichter nur auf den Videobeweis zurück, wenn ursprüngliche Entscheidungen auf dem Spielfeld von Trainern mit einer sogenannten „Challenge“ angefochten werden. Wie beim VAR liegt die letzte Entscheidung jedoch immer beim Schiedsrichter.

## Unterschiede zum VAR
Während sowohl der Video-Support (VS) als auch der Video-Assistent-Referee (VAR) darauf abzielen, klare und offensichtliche Fehler durch das Anschauen von Video Material zu korrigieren, unterscheiden sie sich im Ablauf:
- Initiierung: Der VAR wird automatisch von einem Video-Assistenten-Schiedsrichter ausgelöst und kann beliebig oft ausgelöst werden, während VS eine Aufforderung durch den Trainer erfordert.
- Zahl der Überprüfungen: Der VAR überprüft jede spielentscheidende Szene. Die Trainer haben eine „Challenge“, verlieren diese jedoch wenn die Herausforderung erfolglos ist, wobei die Anzahl der erfolglosen Herausforderungen pro Spiel auf zwei begrenzt ist. Wenn zur Ermittlung des Siegers eine Verlängerung ausgetragen wird, steht jedem Team in der Verlängerung eine weitere nicht erfolgreiche Anfechtung zu. Anfechtungen, die nicht genutzt wurden, können nicht auf die nächste Halbzeit übertragen werden.
- Entscheidung: In beiden Systemen hat der Schiedsrichter auf dem Feld das letzte Wort. Beim VAR können jedoch „stille Überprüfungen“ durchgeführt werden, die das Spiel nicht verzögern. Jedoch kommt es bei Überprüfung durch den VAR oft zu Unterbrechungen und Wartezeiten, bis der Schiedsrichter eine Entscheidung des VAR bekommt. Im Gegensatz dazu kommt es beim Video Support nur zu einer Spielunterbrechung nach einer Aufforderung der Trainer.
- Personal: Im FVS gibt es im Gegensatz zum VAR kein vollständiges Team von Video-Schiedsrichtern. Nur ein Wiederholungsoperator präsentiert das Video dem Hauptschiedsrichter, der nur seine eigene Entscheidung ohne externe Einflüsse überprüft.

## Geschichte
Erstmals eingesetzt bei einem offiziellen FIFA-Turnier wurde der Video Support bei der Futsal-Weltmeisterschaft 2021. Zum Tragen kam er unter anderem im Finale zwischen Portugal und Titelverteidiger Argentinien, in dem der argentinische Nationalspieler Borruto nach einer erfolgreichen „Challenge“ des Feldes verwiesen wurde. Bei der Futsal-Weltmeisterschaft 2024 wurde der Video Support erneut eingesetzt. Außerdem wurde er bei der U-20-Weltmeisterschaft der Frauen 2024 erstmals auf dem großen Feld bei einem FIFA-Turnier angewendet, zuvor testete die FIFA ihn auch beim Blue Stars/FIFA Youth Cup.
Im Oktober 2024 teilte FIGC-Präsident Gabriele Gravina dem IFAB mit, dass man in der italienischen Serie C den Video Support testen wolle. Auch Knut Kircher, sportlicher Leiter der DFB Schiri GmbH, äußerte, dass man offen gegenüber einer Einführung in den deutschen Ligen sei.